# Practice Chanter

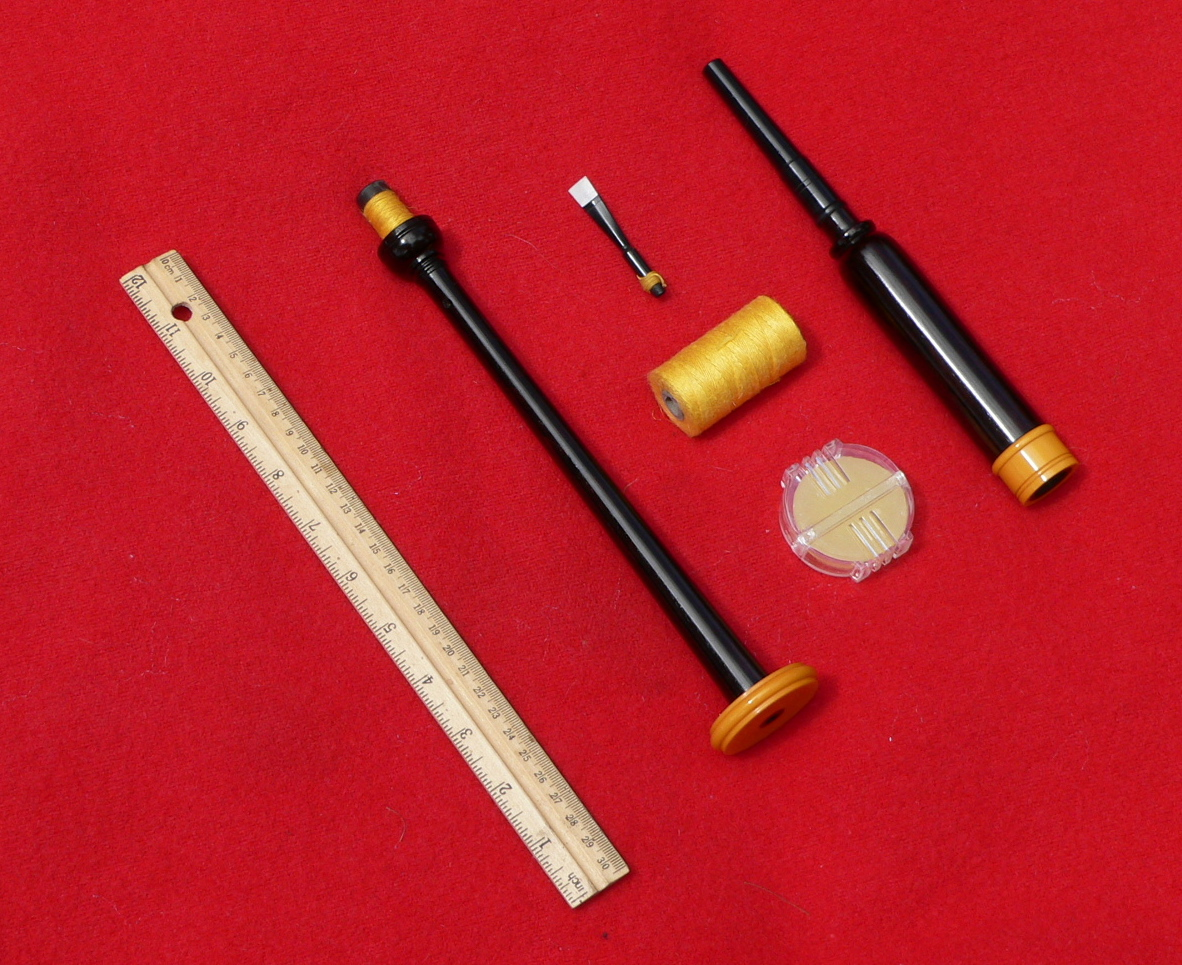
Practice Chanter, zerlegt

Der Practice Chanter (PC) ist ein Blasinstrument, das zum Erlernen des Spiels auf der Sackpfeife, speziell der Great Highland Bagpipe verwendet wird. 
Der Practice Chanter ist ein direkt angeblasenes Windkapselinstrument mit Doppelrohrblatt und zylindrisch gebohrter Röhre. Die Röhre besitzt sieben vorderständige Grifflöcher und ein Griffloch für den linken Daumen. Die Griffweise entspricht derjenigen der Great Highland Bagpipe. Ein hochwertiger Practice Chanter (Long Practice Chanter) hat die gleichen Grifflochabstände wie die Spielpfeife (englisch chanter) der Great Highland Bagpipe und die Grifflöcher haben andeutungsweise, also für den Spieler fühlbar, die gleiche Größe wie die Grifflöcher der Great Highland Bagpipe. Diese Instrumente sind traditionell aus Grenadill, heute auch aus denselben Spezialkunststoffen, die auch für Spielpfeifen der Great Highland Bagpipe eingesetzt werden, gefertigt. Einfachere Ausführungen werden auch aus anderen Holzarten gebaut. Klang und Lautstärke des Practice Chanter ähneln denen der Cornamuse, womit das Instrument im Gegensatz zur extrem lauten Great Highland Bagpipe problemlos in Wohnräumen gespielt werden kann. Von einigen Sackpfeifern wird bemängelt, dass sich das Spielgefühl beim Practice Chanter stark vom Spielgefühl einer Sackpfeife unterscheidet, da das Instrument ganz anders gehalten wird, normalerweise kein Dauerton entsteht, was prinzipiell jedoch mittels Zirkularatmung erreicht werden könnte, und kein Bordunton zur Orientierung vorhanden ist.